# 雅科波·贝利尼
雅科波·贝利尼（義大利語：Jacopo Bellini，1400年—1470年），文艺复兴时期欧洲艺术家。为真蒂莱·贝利尼（Gentile Bellini）和乔瓦尼·贝利尼（Giovanni Bellini）的父亲，他出生于威尼斯，曾在真蒂莱·达·法布里亚诺（Gentile da Fabriano）门下学艺。他在威尼斯的作坊负责了这个城市一些非常重要的绘画装饰工程。

## 扩展阅读
- C. Eisler, The genius of Jacopo Bellini: the complete paintings and drawings (London, The British Museum Press, 1989)